# Pentium MMX
Pentium MMX je CISCový mikroprocesor, nástupce mikroprocesoru Intel Pentium a Pentium Pro. Byl vydán 22. října 1996. Přinesl o trochu vyšší taktovací frekvence, lehce byla vylepšena mikroarchitektura v oblasti pipeliningu a superskalarity. Zavedl Multi Media eXtension (MMX) – multimediální rozšíření instrukční sady (první svého druhu), určené na zvýšení výkonu v multimediálních aplikacích, které se ujalo a současné procesory jej dodnes podporují.
Standardně běží na frekvencích od 166 do 233 MHz a je určen do patice Socket 7.
7. května 1997 ho vystřídal procesor Pentium II.

## Architektura

Architektura Pentia MMX